# Новелли, Энрико
Энри́ко Нове́лли (итал. Enrico Novelli), также известный под псевдонимом Я́мбо (Yambo; 5 июня 1874, Пиза — 29 декабря 1943, Флоренция) — итальянский писатель, иллюстратор, журналист, драматург и кинематографист.

## Биография
Родился 5 июня 1874 года в семье театрального актёра Эрмете Новелли и Лины Марацци. С юных лет был склонен к творческой деятельности: свой первый роман Dalla terra alle stelle. Viaggio attraverso l’infinito (с итал. — «С земли к звёздам. Путешествие через бесконечность») он опубликовал под псевдонимом Ямбо уже в 16-летнем возрасте (1890). В 1892 году он создал и начал издавать собственный журнал Il Marciapiedi («Тротуар»), а с 1894 года начал работать в качестве журналиста миланской газеты La Sera. Впоследствии на протяжении своей жизни сотрудничал с многочисленными итальянскими газетами (среди которых Il Fanfulla, La Tribuna, Il Mattino, Il Resto del Carlino) и журналами (Giornale illustrato dei viaggi, Don Chisciotte и Il Novellino). В первые два десятилетия XX века написал и издал большое количество приключенческих и научно-фантастических романов с собственными иллюстрациями, нацеленных прежде всего на детскую и подростковую аудиторию. Тогда же опубликовал несколько пародийных книг, высмеивавших «высокий стиль» самого популярного в те годы итальянского писателя Габриеле Д’Аннунцио. С 1903 года — штатный журналист крупной флорентийской газеты La Nazione, в которой, помимо журналистских статей, публиковал также под псевдонимом Ямбо художественные произведения собственного сочинения. С начала 1910-х годов увлёкся кинематографом и снял несколько фильмов (в том числе — первый итальянский научно-фантастический фильм «Межпланетная свадьба») — сперва на римской студии Latium, а с 1914 года — на собственной студии Giano Films, располагавшейся в Генуе. Во время Первой мировой войны был фронтовым корреспондентом газеты La Nazione, также публиковал художественные произведения героико-пропагандистского содержания. 1920-х и 1930-х годах был близок фашизму, продолжал написание и публикацию детско-юношеских произведений, поддерживавших и восхвалявших эту идеологию. В 1930-х годах также публиковал в различных изданиях комиксы, где выступал и как автор, и как художник. Скончался от сердечного приступа во Флоренции 29 декабря 1943 года.
- Титульный лист книги «Атлантида», 1901
- Обложка книги «Исследователи бесконечности», 1906
- Обложка журнала Novellino с рисунком Новелли, 1907
- Обложка книги о самом известном персонаже, созданном Новелли — Чуффеттино, 1908
- Одна из иллюстраций книги о Чуффеттино, 1908
- Обложка книги «Местолино», 1928
- Обложка книги «Путешествия и приключения во времени и в пространстве», 1933